# Rogiera aprica
Rogiera aprica är en måreväxtart som först beskrevs av Cyrus Longworth Lundell, och fick sitt nu gällande namn av Attila L. Borhidi. Rogiera aprica ingår i släktet Rogiera och familjen måreväxter. Inga underarter finns listade i Catalogue of Life.